# لوف أسطواني
لوف أسطواني (الاسم العلمي:Arum cylindraceum) هو نوع من النباتات يتبع جنس اللوف من الفصيلة اللوفية.

## معرض صور

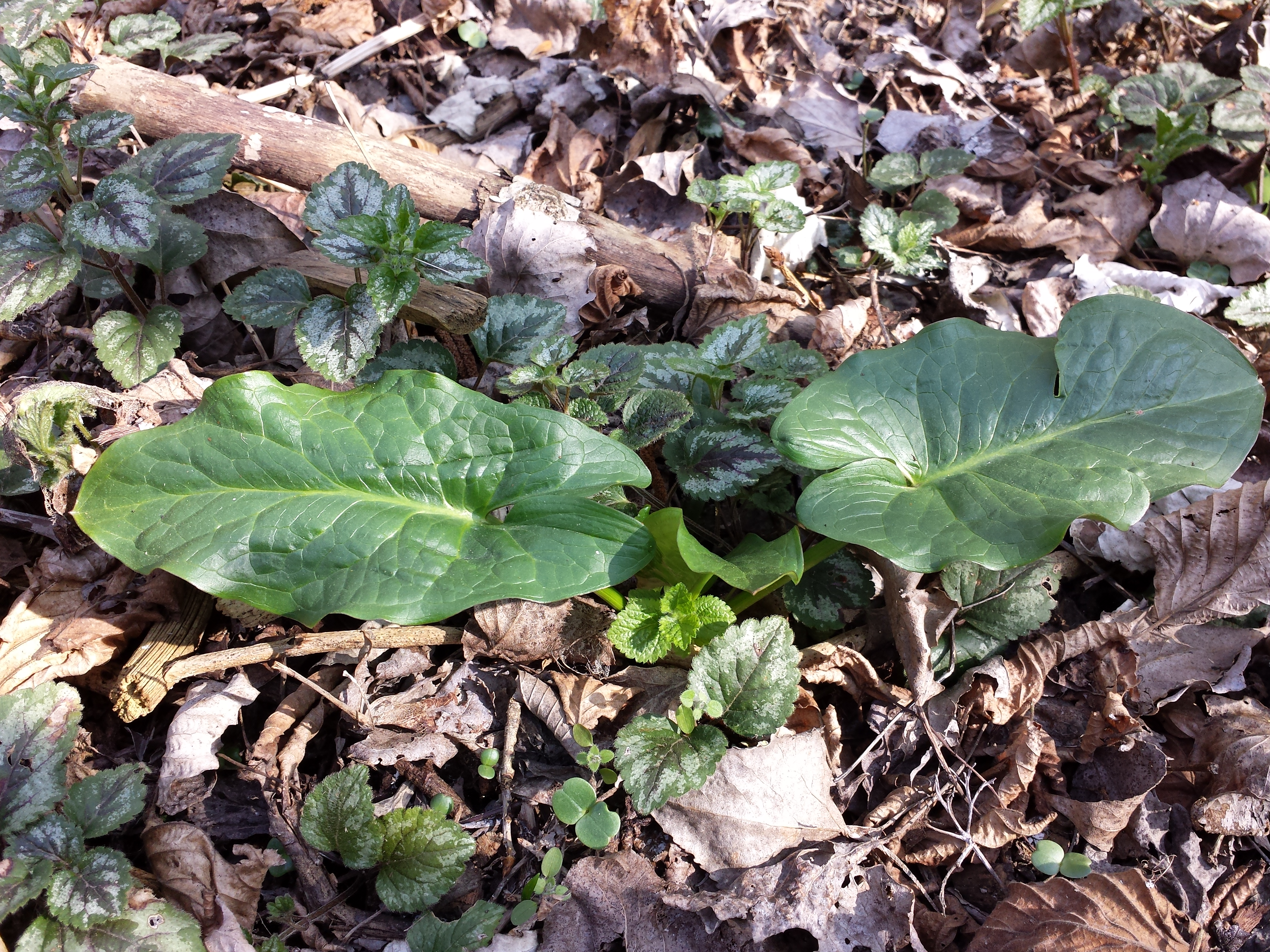
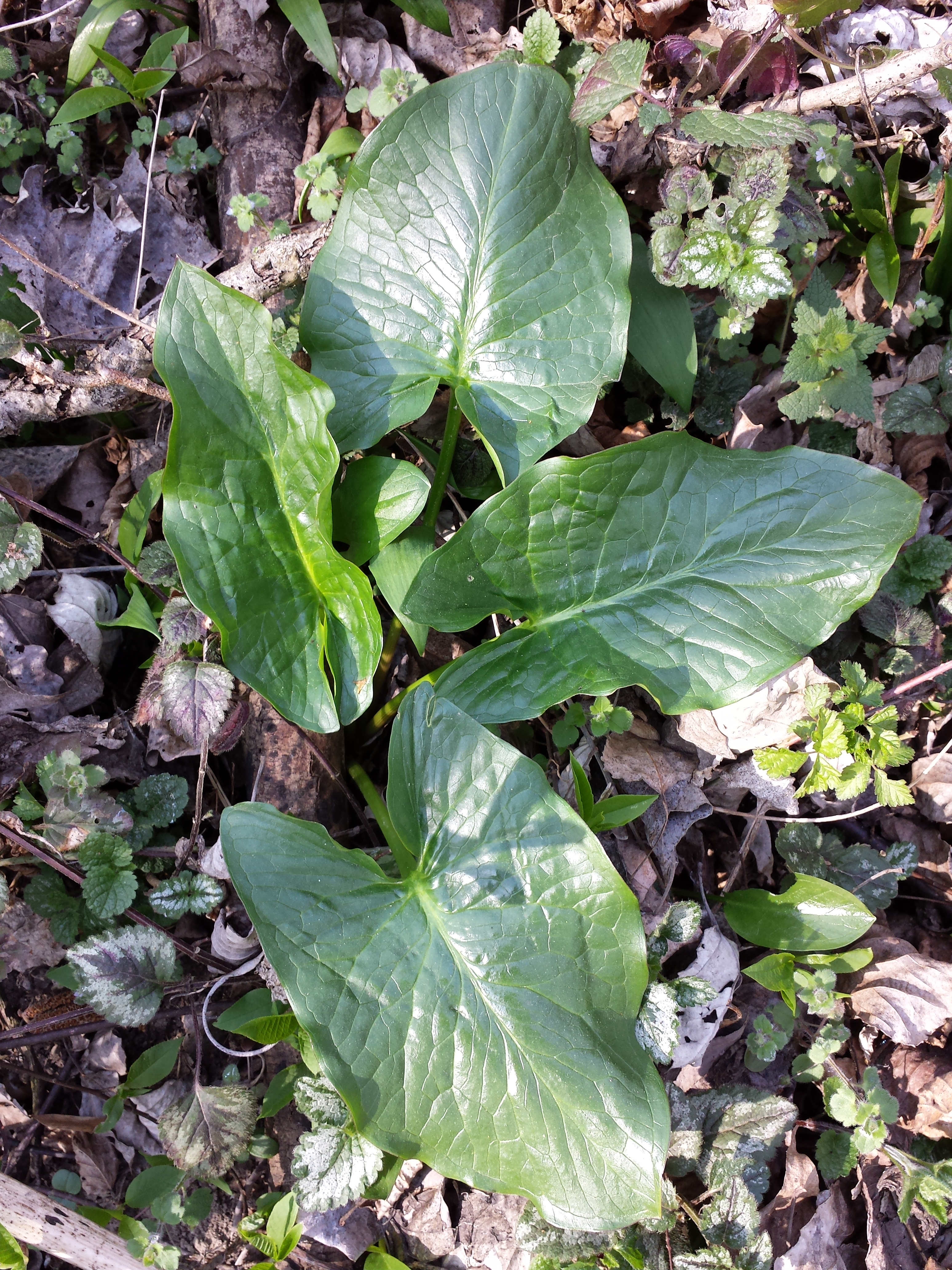
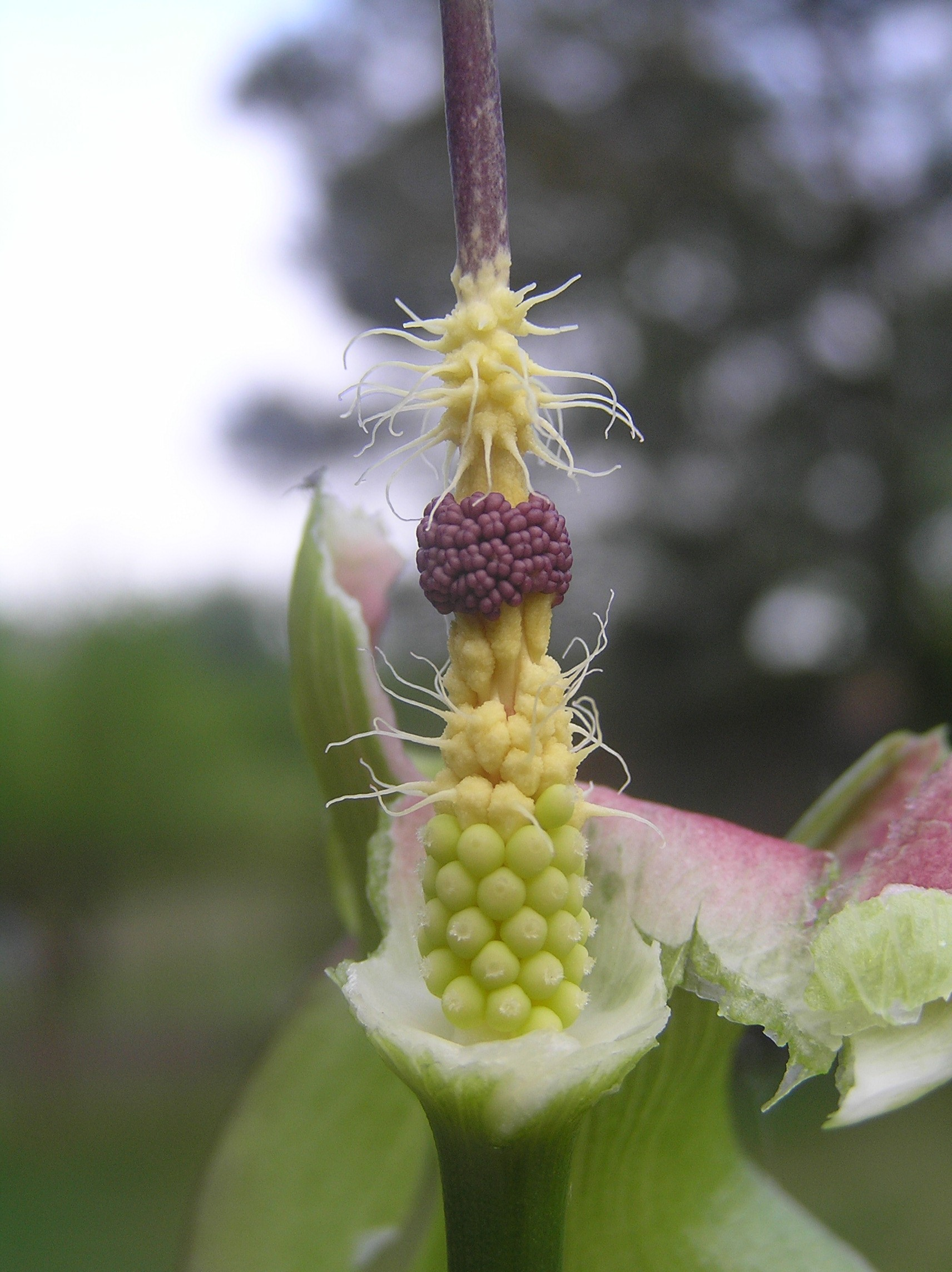